# Лещенко Наталія Іванівна
Натáлія Івáнівна Захарова (Лéщенко)  (нар. 3 квітня 1986, Київ) — українська художниця, ілюстраторка та письменниця. 

## Біографія
Наталія Захарова народилася 3 квітня 1986 року в Києві.
1999—2002 — навчалася в Київській художній школі № 5.
2003—2008 — студентка Київського університету імені Бориса Грінченка.
2008—2010 — викладачка університетського коледжу імені Бориса Грінченка.
2010—2013 — вчителька образотворчого мистецтва у Міжнародній французькій школі.
З 2013 року займається педагогічною діяльністю та ілюструванням дитячої літератури.
Співпрацює з видавництвом Недериці Степана «Classica».
Живе і працює у Швеції.

## Творчість
Великий вплив на творчість мали постімпресіонізм та модерн. Для ілюстрування дитячих книг художниця найчастіше використовує техніки: акварель та кольорові олівці.
У 2018 році у видавництві «Classica» вийшла книга «Фантастичні істоти української міфології», написана та проілюстрована Наталією Лещенко. Книга знайомить із образами української міфології, уявленнями предків про уособлення сил природи, розповідає про духів і надприродних істот.
Ілюстраторка проєкту «Жіночі обличчя війни» (квітень 2022), авторка відомих малюнків про Маріуполь, Харків, Конотоп, Чорнобаївку, Ірпінь, Чернігів, Бучу, Суми, Одесу, Херсон, Запоріжжя, Гостомель, Львів, Дніпро та Київ.

## Книги
Книги з ілюстраціями Наталії Лещенко:
- Недериця Степан «Мої перші музичні враження» (Classica 2013)[2]
- Гура Ольга «Колискова Мавки»(Classica 2015)[3]
- Гура Ольга «Чарівні історії нашого лісу» (Classica 2017)[4][5]
- Гура Ольга, Недериця Степан «Молдавські народні казки» (Classica 2017)[6][7]
- Єгорушкіна Катерина «Пригоди Штанька» (Classica 2018)[8][9][10]
- Лещенко Наталія «Мій перший сніг» (Classica 2019)
- Лещенко Наталія «Фантастичні істоти української міфології» (Classica 2018)[11][12]
- Лещенко Наталія «Фантастичні світ птахів» (Classica 2020)
- Олена Тарасенко «Фантастичні світ тварин» (Classica 2021)